# Савска Вес
Савска Вес је насељено место у саставу града Чаковца у Међимурској жупанији, Хрватска. До територијалне реорганизације у Хрватској налазила се у саставу старе општине Чаковец.

## Становништво
На попису становништва 2011. године, Савска Вес је имала 1.217 становника.

## Попис1991.
На попису становништва 1991. године, насељено место Савска Вес је имало 1.238 становника, следећег националног састава:
| Попис 1991.‍   | Попис 1991.‍  | Попис 1991.‍ | Попис 1991.‍ | Попис 1991.‍ |
| ------------- | ------------ | ----------- | ----------- | ----------- |
|               |              |             |             |             |
| Хрвати        | Хрвати       |             | 1.163       | 93,94%      |
| Југословени   | Југословени  |             | 16          | 1,29%       |
| Црногорци     | Црногорци    |             | 4           | 0,32%       |
| Словенци      | Словенци     |             | 3           | 0,24%       |
| Срби          | Срби         |             | 3           | 0,24%       |
| Мађари        | Мађари       |             | 1           | 0,08%       |
| остали        | остали       |             | 2           | 0,16%       |
| неопредељени  | неопредељени |             | 27          | 2,18%       |
| регион. опр.  | регион. опр. |             | 1           | 0,08%       |
| непознато     | непознато    |             | 18          | 1,45%       |
| укупно: 1.238 |              |             |             |             |